# John Ioannidis

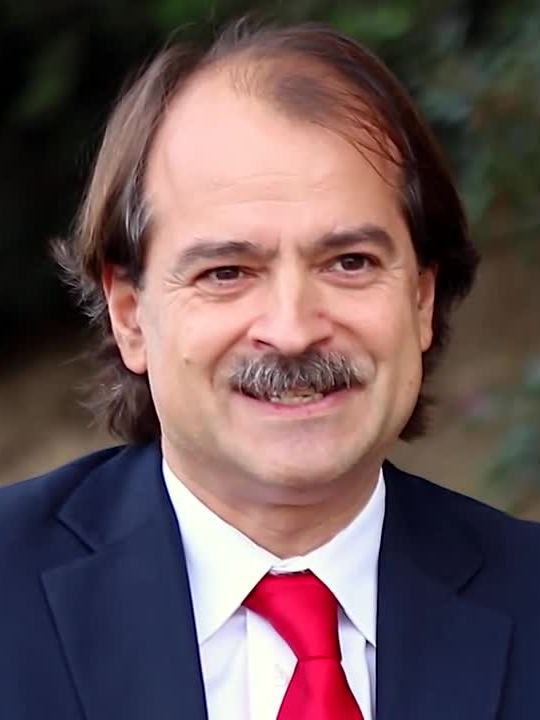
Ioannidis (2015)

John P. A. Ioannidis (* 21. August 1965 in New York City) ist ein griechisch-US-amerikanischer Gesundheitswissenschaftler und Statistiker. Er ist Professor für Medizin und Professor für Epidemiologie und Bevölkerungsgesundheit an der Stanford University School of Medicine sowie Professor by Courtesy für biomedizinische Datenwissenschaft an der Stanford University School of Medicine, Professor by Courtesy für Statistik an der Stanford University School of Humanities and Sciences und Kodirektor des Innovationszentrums für Meta-Forschung in Stanford, ebenfalls Stanford University School of Medicine.
Bekannt wurde er insbesondere durch seine Methodenkritik, mit der er einen breiten Diskurs um die Qualität und Integrität medizinischer Forschung anstieß; 2005 veröffentlichte er den Artikel Why Most Published Research Findings Are False, der zur meistaufgerufenen Fachpublikation in der Geschichte von Public Library of Science wurde (~ 3 Millionen Zugriffe). Ioannidis gehört zu den meistzitierten Wissenschaftlern weltweit. Im Jahr 2008 hatte er bereits etwa 400 Publikationen unter Peer-Review veröffentlicht und war Mitglied der Chefredaktion von mehr als 18 peer-reviewten Fachzeitschriften.
2015 trug er als erster mit einer Publikation zum Aufdecken des Skandals um Theranos bei. Im Februar 2015 schrieb er im Journal of the American Medical Association, dass in der medizinischen Forschungsliteratur keinerlei von Experten begutachtete Forschungsergebnisse von Theranos veröffentlicht wurden.

## Leben
Ioannidis wuchs in Athen auf. Er machte 1984 seinen Abschluss am Κολλέγιον Αθηνών (Kolligion Athinon) und erhielt einige Auszeichnungen, darunter den Nationalpreis der Griechischen Mathematischen Gesellschaft. Auch sein Studium an der medizinischen Fakultät der Nationalen und Kapodistrias-Universität Athen absolvierte er mit Bestnoten. An der Harvard University machte er seine praktische Ausbildung in Innerer Medizin. An der Tufts University forschte er über Infektionskrankheiten. 2018 wurde Ioannidis in die National Academy of Medicine gewählt. Im Januar 2019 startete das neu gegründete Innovationszentrum für Meta-Forschung in Berlin (Meta‑Research Innovation Center Berlin). Jürgen Zöllner, Vorstand der Stiftung Charité, äußerte:

„Mit John Ioannidis als neuem Einstein BIH Visiting Fellow gewinnt Berlin den wohl wichtigsten Unterstützer, um die Forschungspraxis und Leistungskultur in der Biomedizin tatsächlich auf Dauer grundlegend zu verändern.“

## Standpunkte zur COVID-19-Pandemie
Im März 2020 kritisierte Ioannidis in einem Editorial auf der Website STAT den Mangel an empirischen Belegen bei der politischen Entscheidungsfindung in der globalen Reaktion auf die COVID-19-Pandemie und nannte sie ein „Evidenz-Fiasko, wie es in einem Jahrhundert nur einmal vorkommt“.

“Some worry that the 68 […] in the U.S. as of March 16 will increase exponentially to 680, 6,800, 68,000, 680,000 … along with similar catastrophic patterns around the globe. Is that a realistic scenario, or bad science fiction?”

„Manche sorgen sich, dass die 68 US-Todesfälle bis zum 16. März [2020] exponentiell anwachsen werden auf 680, 6.800, 68.000, 680.000 ... mit ebenso katastrophalen Verläufen in anderen Ländern. Ist das realistisch, oder schlechte Science Fiction?“

Marc Lipsitch, der Director des Center for Communicable Disease Dynamics an der Harvard T.H. Chan School of Public Health, widersprach Ioannidis am Tag darauf auf STAT. Die Zahl von 680.000 Todesopfern wurde in den USA am 22. September 2021 überschritten.
In einem Interview nur einen Monat nach diesem Artikel sprach Ioannidis erneut von „augenscheinlicher Science-Fiction“, bezog dies nun aber auf Vorhersagen von zwei Millionen Todesfällen in den USA und 40 Millionen weltweit. Die Schäden der Massenquarantäne könnten laut Ioannidis „viel schlimmer sein als alles, was das Corona-Virus anrichten kann“. Seine Aussagen wurden in der Öffentlichkeit und der Wissenschaft kontrovers diskutiert und führten zu persönlichen Angriffen (sowohl gegen als auch von Ioannidis).
Im Juli 2025 erschien eine Studie mit Ioannidis als Erstautor, die schätzt, dass durch die COVID-Impfung im Zeitraum 2024 bis 2024 etwa 2,5 Millionen COVID-Todesfälle verhindert und 15 Millionen Lebensjahre gerettet werden konnten.

## Wissenschaftliche Publikationen (Auswahl)
- Effectiveness of antidepressants: an evidence myth constructed from a thousand randomized trials?, Philosophy, Ethics, and Humanities in Medicine 3.1 (2008): 14.
- mit Sander Greenland, Mark A. Hlatky, Muin J. Khoury, Malcolm R. Macleod, David Moher, Kenneth F. Schulzand und Robert Tibshirani: Increasing value and reducing waste in research design, conduct, and analysis. In: The Lancet. Band 383, Nr. 9912, 8. Januar 2014, S. 166–175, doi:10.1016/S0140-6736(13)62227-8.
- Why most clinical research is not useful., PLoS medicine 13.6 (2016): e1002049.
- mit John F. Trepanowski: Disclosure in nutrition research. Why it is different. In: JAMA. Band 319, Nr. 6, 2018, S. 547–548.